# 诸城巨龙属
诸城巨龙（属名：Zhuchengtitan，意为“诸城巨人”）是泰坦巨龙类蜥脚下目恐龙的一个属，生存于白垩纪晚期的中国山东省，仅含单一物种臧家庄诸城巨龙（Zhuchengtitan zangjiazhuangensis），由莫进尤和同事于2017年根据单个肱骨所命名。本属可根据肱骨顶端的极端宽度及三角嵴扩张来鉴别，这两个特征表明其与后凹尾龙关系密切，区别在于肱骨底部关节面更平坦。诸城巨龙与山东龙、诸城龙和中国角龙在泛滥平原环境中同期共存。

## 发现与命名
诸城巨龙所知于中国山东省诸城市王氏群发现的单个肱骨。该地区的主要化石产地为龙骨涧、库沟和臧家庄采石场。2008年，诸城恐龙文化研究中心的研究者在臧家庄采石场发现肱骨及其它蜥脚类骨骼，肱骨被编号为ZJZ-57。虽然肱骨大部分完整，但顶端外缘、底端除后缘外的所有边缘及三角嵴皆部分受损；此外，保存部分已经变形。
在该地区，王氏群进一步分为两个较小地层，即辛格庄组和红土崖组。辛格庄组沉积物由粉砂岩、砂岩及灰色粘土形成的彩色碎屑岩构成，红土崖组沉积物由红色砂岩和砾岩交错构成，顶部为玄武岩所覆盖。两者的分界线由砂砾岩和砂岩沉积物形成，而ZJZ-57正是出自该分界线。
2017年，莫进尤、王克柏、陈树清、王培业和徐星在《中国地质通报》上发表的论文中正式描述ZJZ-57，并将其命名为泰坦巨龙类新属新种臧家庄诸城巨龙（Zhuchengtitan zangjiazhuangensis）。属名取自诸城市及希腊语后缀titan（“巨人”），种名取自发现化石的臧家庄采石场。

## 描述

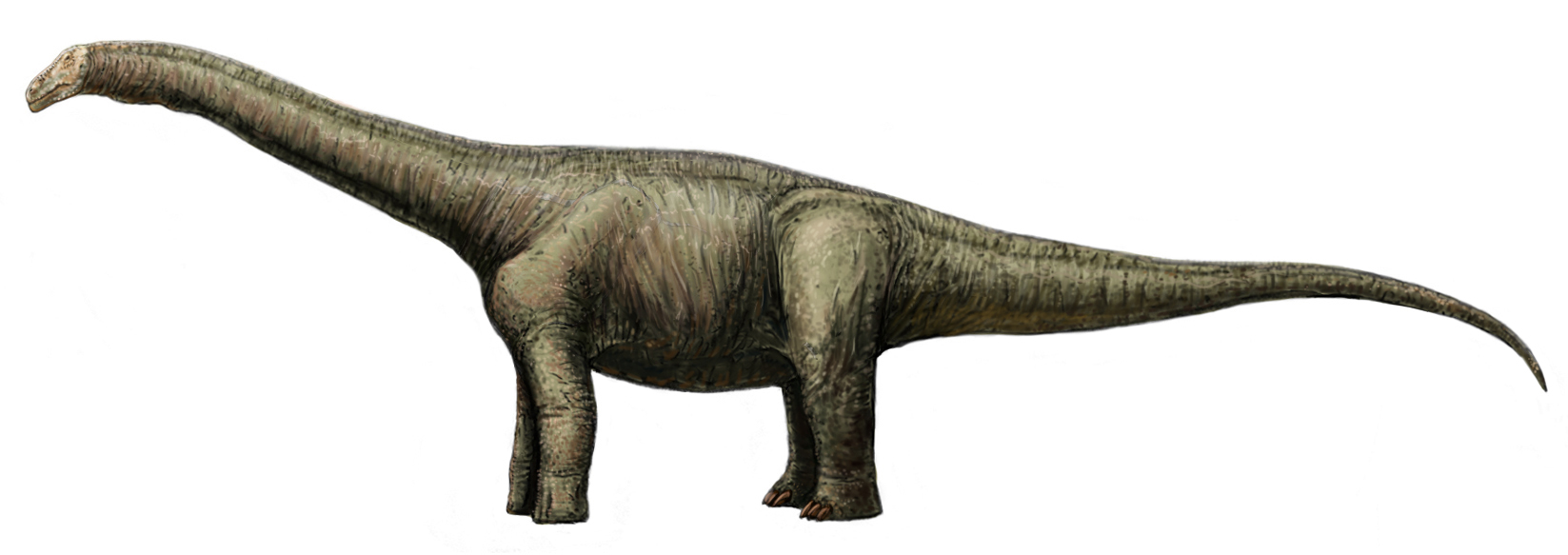
近亲后凹尾龙的复原图

肱骨ZJZ-57（从正面看时）长108（43英寸）、顶部宽59.3（23.3英寸）、中段宽23.1（9.1英寸）、底部宽37.5（14.8英寸）。该属可根据肱骨顶部的极端宽度（与其它泰坦巨龙类相比）进行鉴别。肱骨宽度是全长的0.55倍，最接近萨尔塔龙（0.49）和后凹尾龙（0.56），因此坚固指数（Robustness index，即三个宽度测量值的平均值与长度之比，筒写作RI）也相当高，为0.39，而后两者的RI分别为0.35和0.38。宽度从骨骼内缘开始在骨骼顶端比底端更加向内倾斜。
再往下看，骨轴横截面呈圆柱形，长轴朝向侧面。位于靠近骨骼顶端前表面上的三角嵴非常突出，且在其全长约1/3处有一钩状突起。该突起向下延伸至骨骼中轴并向侧面延伸，因此占据骨骼外侧2/5的宽度。而后凹尾龙的嵴更宽，且占据1/2的宽度。肱骨在骨轴上比嵴更靠内的部位形成一宽阔凹陷。
骨骼背面靠近顶端的部分有两个凹陷与中嵴相接，中嵴则向上延伸以支撑圆形肱骨头。在骨骼底部，分别与桡骨和尺骨相接的两个髁被一个宽而浅的髁间沟隔开，沟两侧有一低而坚固的嵴。这些结构在萨尔塔龙和后凹尾龙化石上更为明显。髁向骨骼前部扩展；从底部看，髁表面非常粗糙。

## 分类
考虑到三角嵴向内向下扩张、嵴周围骨骼局部突出及嵴全长1/3处突出突起的存在，莫进及其同事将诸诚巨龙归入萨尔塔龙科，因为这些特征也是该分类群的定义特征。尽管髁存在差异，他们仍注意到包括RI在内的肱骨形状及比例与后凹尾龙最为相似，因此假设两者可能关系较近，但指出该结论需通过发现其它材料来证实。与其它亚洲泰坦巨龙类相比，诸城巨龙与清秀龙、华北龙、北方龙和布万龙的区别在于肱骨顶端较宽、三角嵴较发达，但无法与肱骨缺失的其它属比较。

## 古生物学

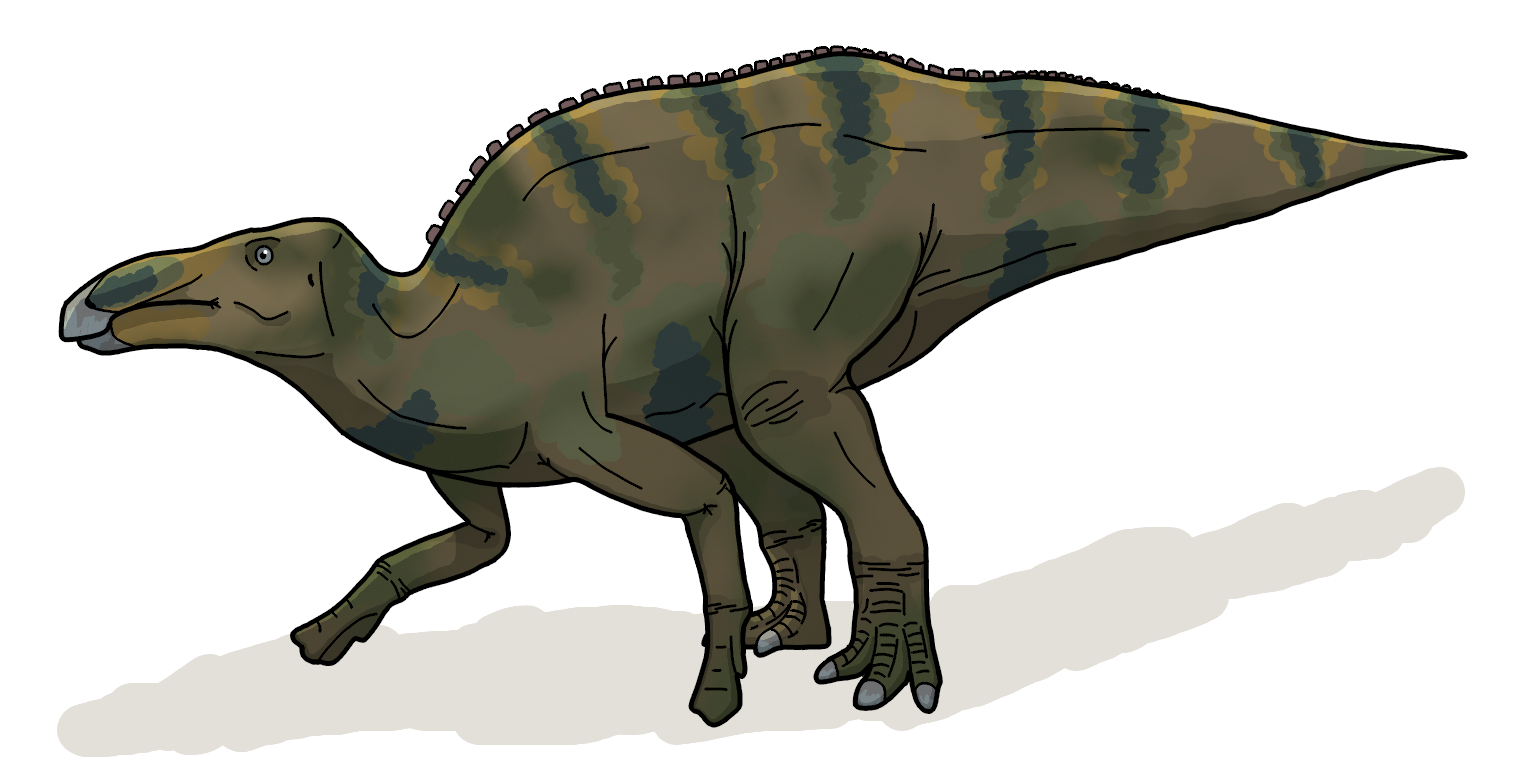
与诸城巨龙同期共存的山东龙

发现诸城巨龙的沉积层具有冲积扇、辫状河及泛滥平原的特征。根据顶端玄武岩层的氩－氩测年估算臧家庄红土崖段估计的地质年龄为7350万年前，处于晚白垩世坎帕阶。臧家庄发现的其它恐龙还包括鸭嘴龙科鸟脚类巨型山东龙（被莫进尤及其同事归入“巨大华夏龙”）、暴龙科兽脚类巨型诸城暴龙和角龙科的诸城中国角龙。除数千个山东龙标本外，臧家庄的恐龙化石一般只有少数标本，而这些标本很可能是突然大规模死亡事件的受害者。